# 吳節 (景泰二甲進士)
吳節（1421年—？），字汝節，直隸淮安府山陽縣人，民籍，明朝政治人物。進士出身。

## 生平
景泰元年（1450年）庚午科應天府鄉試第一百六十三名。景泰五年（1454年）甲戌科會試第一百七十八名，殿試登進士第二甲第七十七名。

## 家族
曾祖吳允明，曾任元進士任總管。祖父吳仲熙，曾任知縣。父吳士通。